# Kazuárfa
A kazuárfa (Casuarina) a bükkfavirágúak (Fagales) rendjébe tartozó kazuárfafélék (Casuarinaceae) családjának névadó típusnemzetsége.

## Előfordulásuk
A kazuárfafajok Ausztráliában, Délkelet-Ázsiában és a Csendes-óceán nyugati felén lévő szigeteken honosak. A Casuarina nemzetséget korábban a kazuárfafélék egyetlen nemzetségének tartották, de manapság ezt 4 felé osztották.
A növények legfeljebb 35 méter magasak és örökzöldek. Legfőbb kártevőik a gyökérrágólepke-félék (Hepialidae) családjából származó Aenetus és Endoclita nemek fajai, és a bagolylepkefélék (Noctuidae) családjából származó Agrotis segetum faj hernyója.

## Rendszerezés
A nemzetségbe az alábbi 14 élő faj és 3 fosszilis faj tartozik:
- Casuarina collina Poiss. ex Pancher & Sebert
- Casuarina cristata Miq., Északkelet-Ausztrália, (Queensland, Új-Dél-Wales) - szinonimája: Casuarina lepidophloia F. Muell.
- Casuarina cunninghamiana Miq., Ausztrália északi és keleti részei, Északi területtől Új-Dél-Walesig
- zsurlólevelű kazuárfa (Casuarina equisetifolia) L., Észak-Ausztrália, Délkelet-Ázsia - típusfaj
- Casuarina glauca Sieber ex Spreng., Új-Dél-Wales
- Casuarina grandis L.A.S.Johnson., Pápua Új-Guinea
- Casuarina junghuhniana Miq., Indonézia - szinonimája: Casuarina montana Lesch. ex Miq.
- Casuarina obesa Miq., Dél-Ausztrália Nyugat-Ausztrália délnyugati része, Új-Dél-Wales, [a forrás szerint, itt kihalt], Victoria
- Casuarina oligodon L.A.S.Johnson., Pápua Új-Guinea
- Casuarina orophila L.A.S.Johnson
- Casuarina pauper F.Muell. ex L.A.S.Johnson., Belső-Ausztrália[1][2][3]
- Casuarina potamophila Schltr.
- Casuarina tenella Schltr.
- Casuarina teres Schltr.

- †Casuarina avenacea Campbell & Holden, 1984
- †Casuarina deleta von Ettingshausen, 1887
- †Casuarina stellata Campbell & Holden, 1984

## Képek

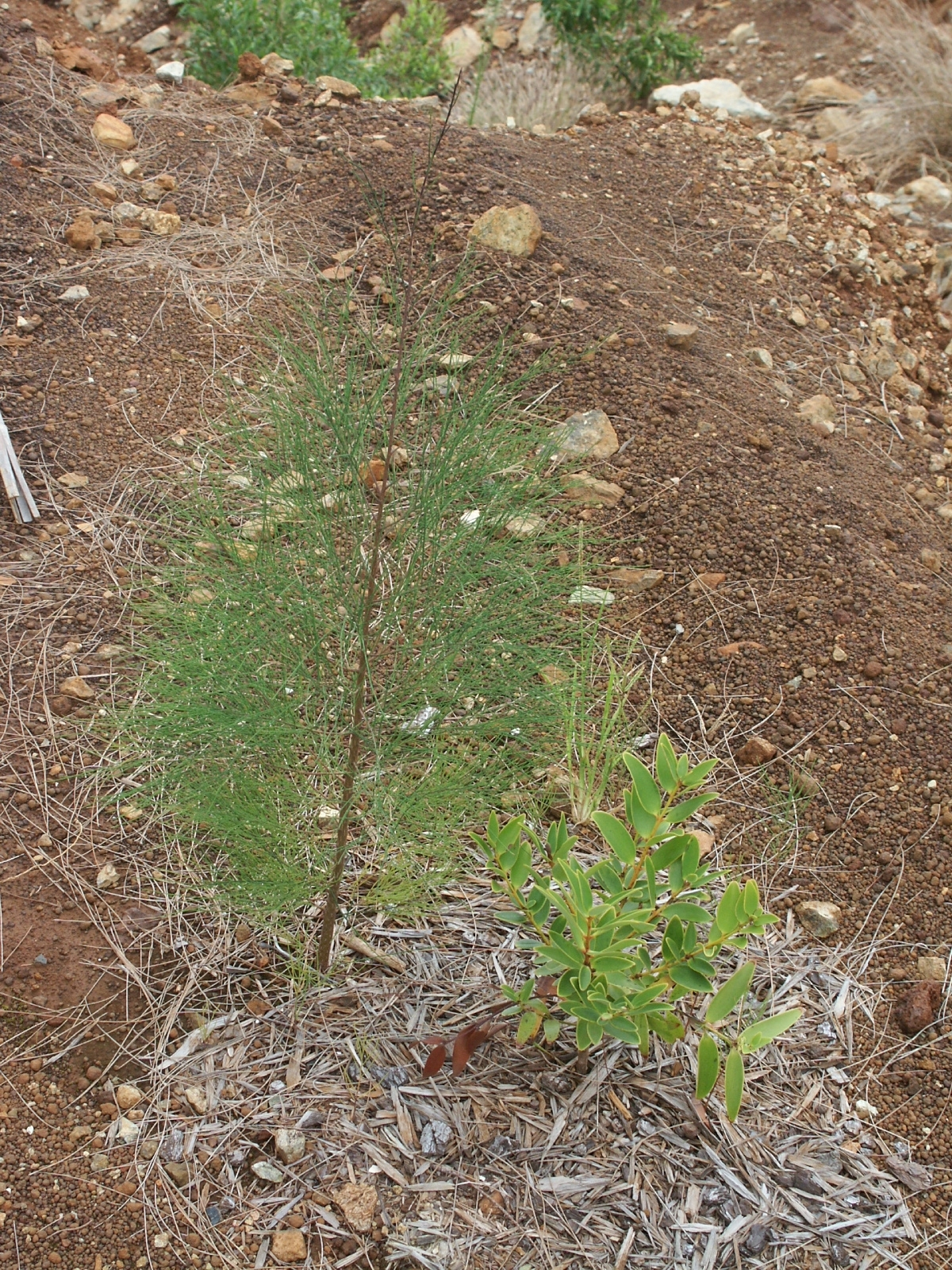
Casuarina collina (a nagyobbik növény)
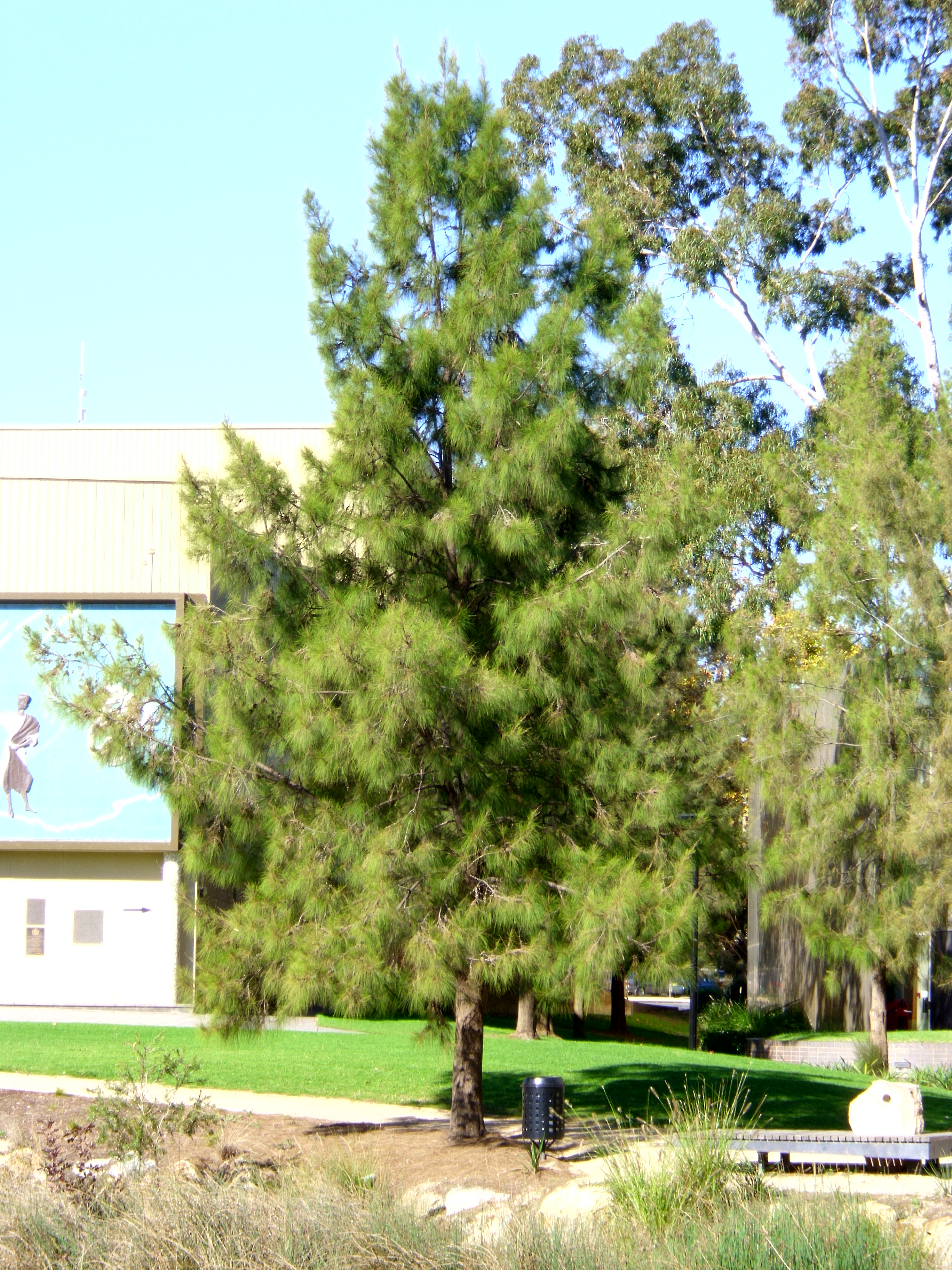
Casuarina cunninghamiana
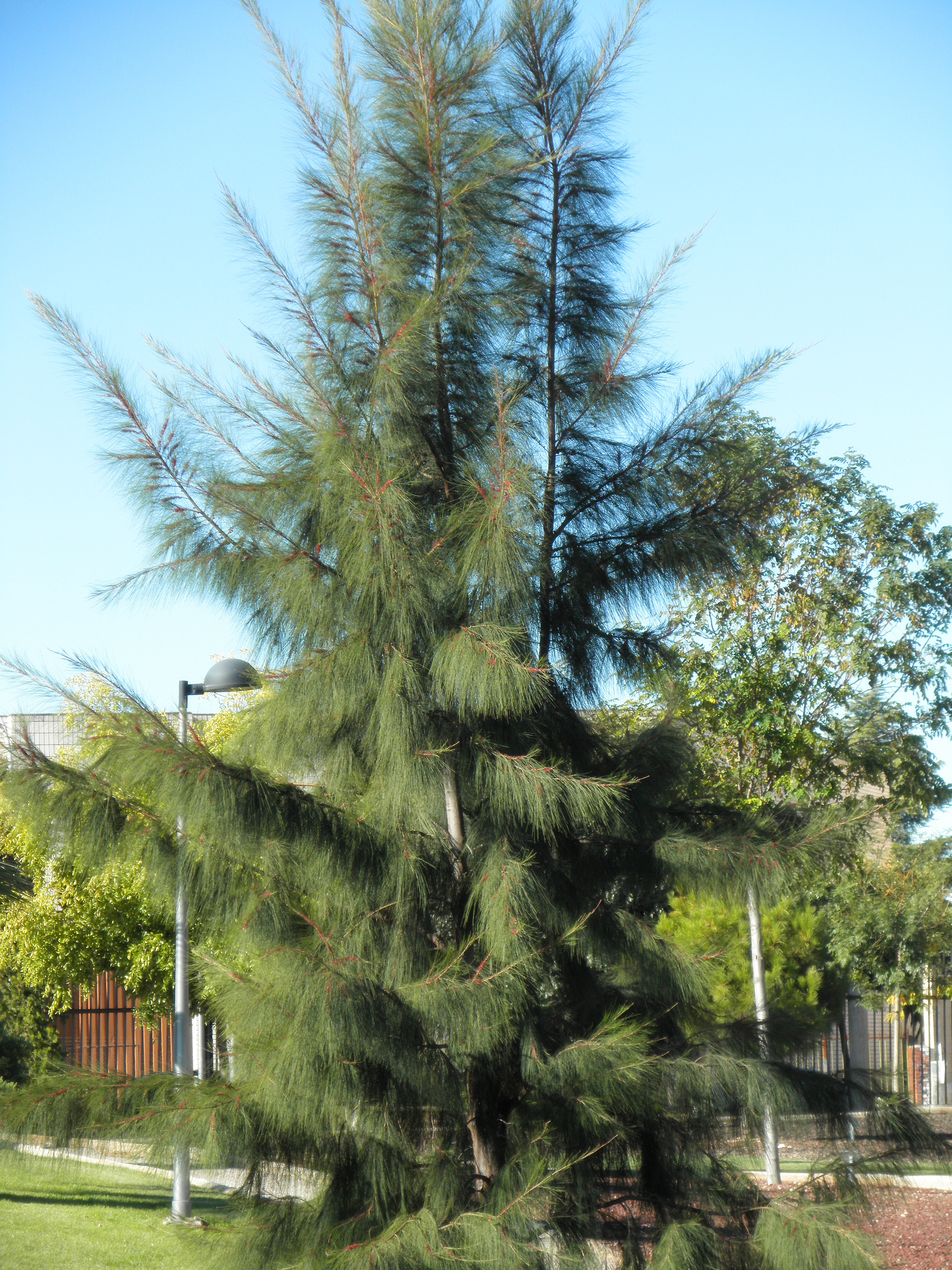
Zsurlólevelű kazuárfa (Casuarina equisetifolia)
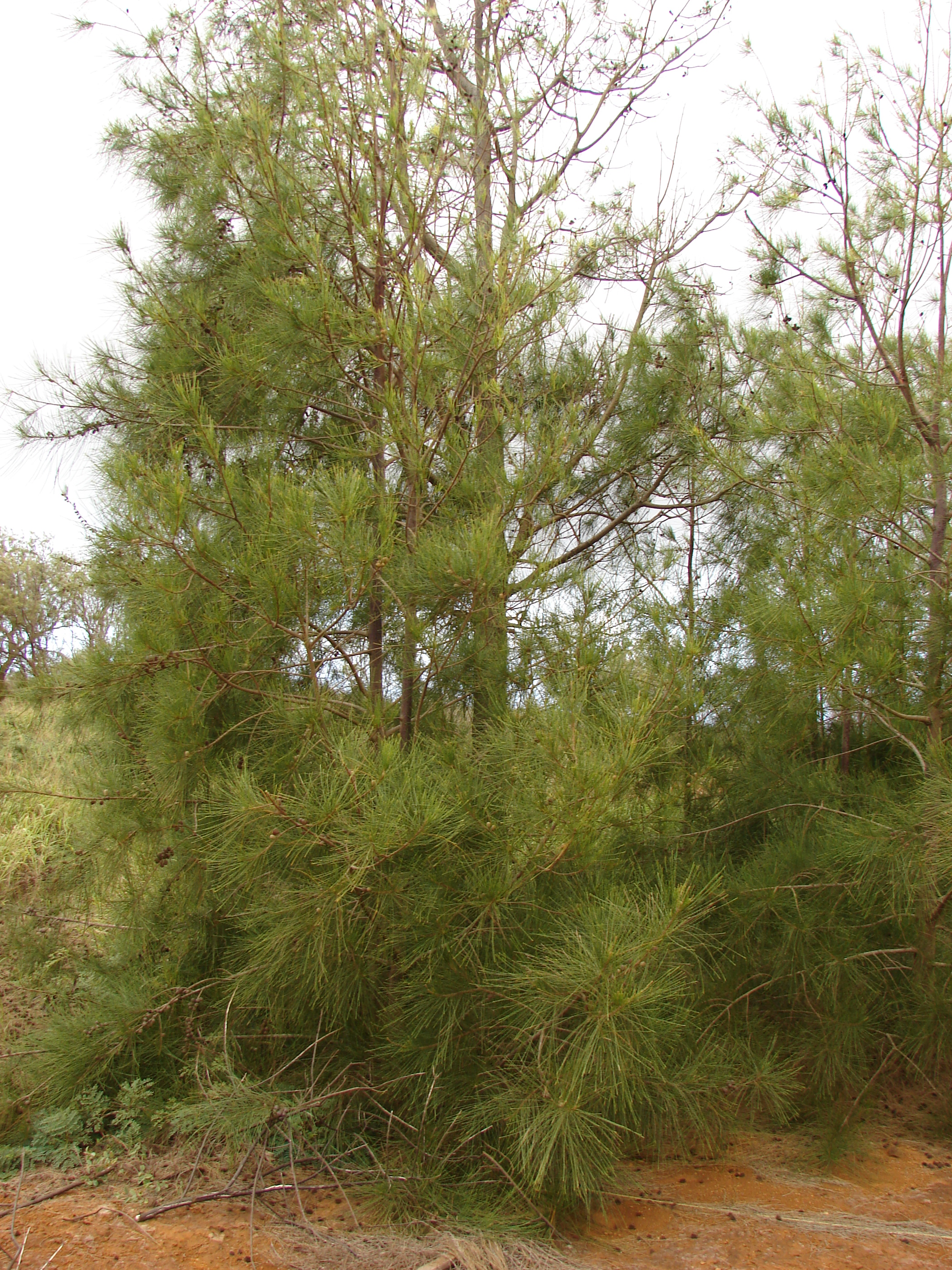
Casuarina glauca
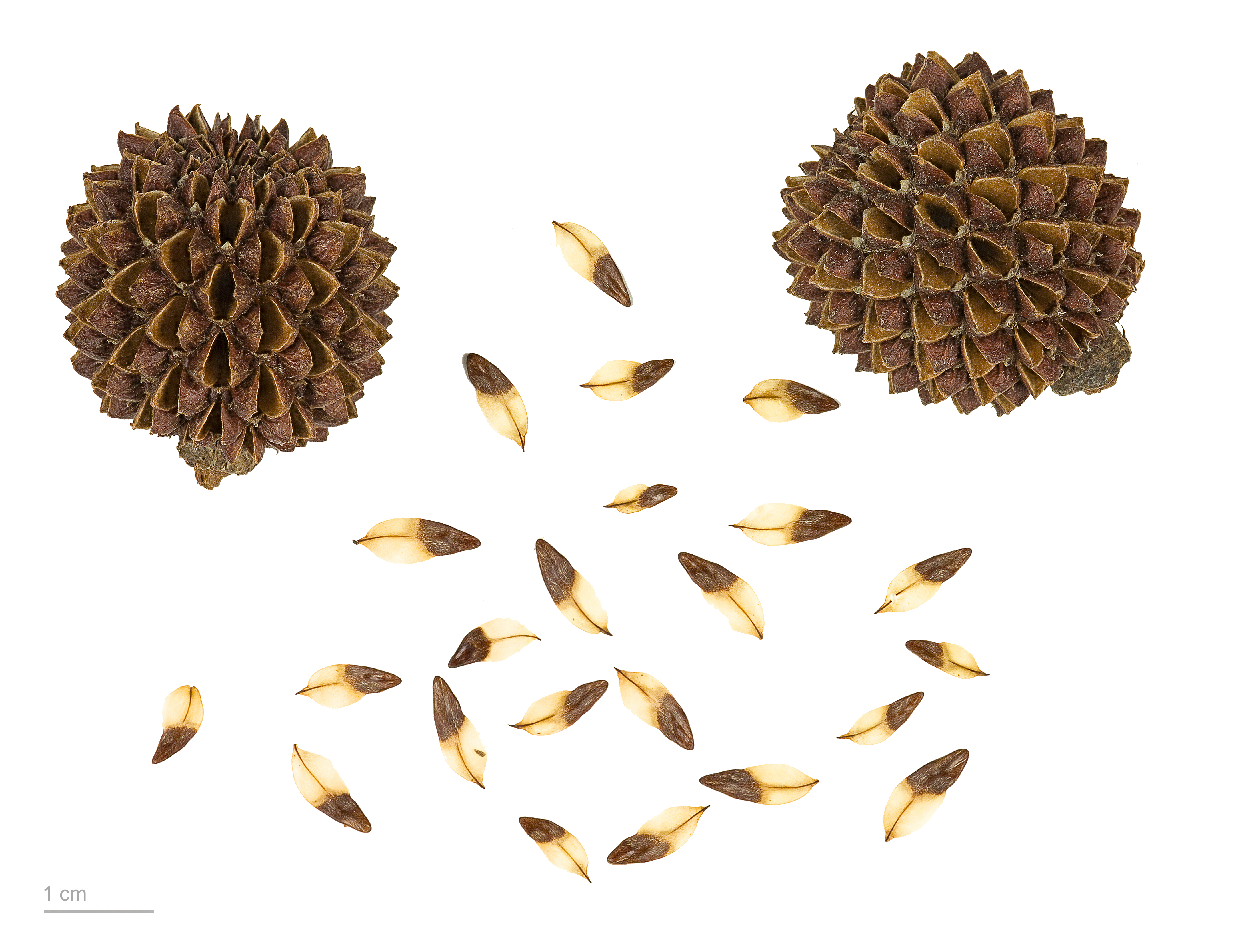
Casuarina sp. magok egy múzeumban

### Fordítás
- Ez a szócikk részben vagy egészben  a   Casuarina című angol Wikipédia-szócikk fordításán alapul.  Az eredeti cikk szerkesztőit annak laptörténete sorolja fel. Ez a jelzés csupán a megfogalmazás eredetét és a szerzői jogokat jelzi, nem szolgál a cikkben szereplő információk forrásmegjelöléseként.